# 蒂龙河畔库斯库里塔
蒂龙河畔库斯库里塔，是西班牙拉里奥哈自治区的一个市镇。总面积19平方公里，总人口475人（2001年），人口密度25人/平方公里。